# Šilheřovice (přírodní památka)
Šilheřovice je přírodní památka na území vesnice Šilheřovice v okrese Opava v Horním Slezsku. Nachází se v geomorfologických celcích Opavská pahorkatina a Ostravská pánev, poblíž česko-polské státní hranice v Moravskoslezském kraji.

## Historie a popis
Přírodní památka Šilheřovice, která nese název vesnice Šilheřovice, byla vyhlášena v roce 2013 a zahrnuje plošné území 0,9519 km2 v nadmořské výšce 206–240 m. Předmětem ochrany je především populace brouka Páchníka hnědého (Osmoderma barnabita) z čeledi vrubounovití (Scarabaeidae), evropsky významného druhu. Cílem jeho ochrany je udržení a zlepšení současného stavu v zájmu ochrany přírody. Památka také zahrnuje historický zámecký park u zámku Šilheřovice, což je přírodně-krajinářský park se starými duby, lípami a buky, a přilehlé lipové aleje. Oblast spravuje Agentura ochrany přírody a krajiny ČR. Území se také částečně kryje s evropsky významnou lokalitou v rámci NATURA 2000, kterou je Evropsky významná lokalita Šilheřovice.

## Další informace
Přírodní památka je celoročně volně přístupná.

## Galerie

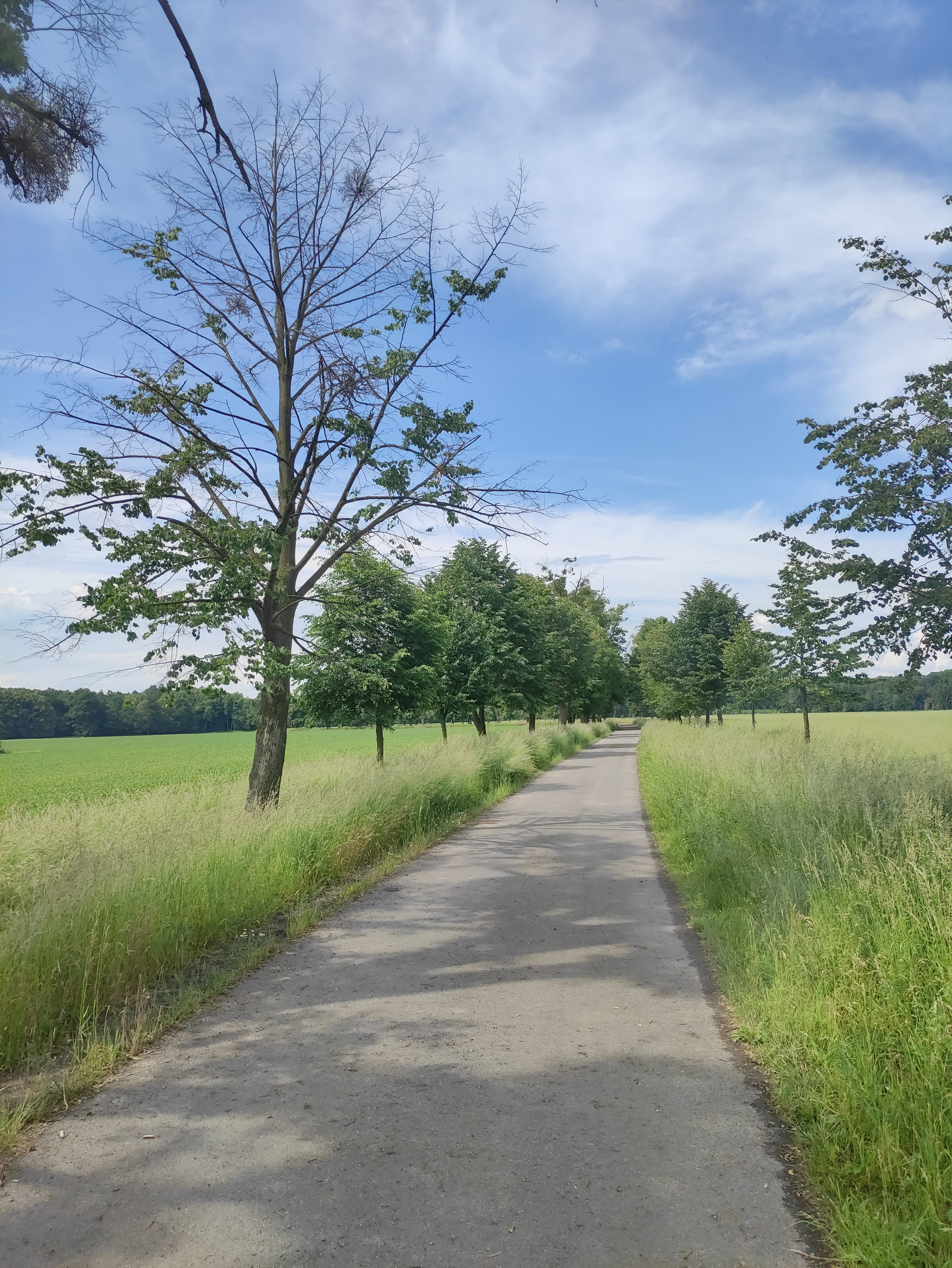
Cyklostezka u přírodní památky